# كأس إسكتلندا 1975–76
كأس اسكتلندا 1975–76 (بالإنجليزية: 1975–76 Scottish Cup)‏ هو موسم من كأس اسكتلندا. فاز فيه نادي رينجرز.